# Treadstone
Treadstone est une série télévisée américaine en dix épisodes de 42 minutes basée sur la série de films Jason Bourne et diffusée entre le 15 octobre 2019 et le 17 décembre 2019 sur la chaîne USA Network.
La série est créée par Tim Kring (Beyond, Heroes & Heroes Reborn, etc.) accompagné de plusieurs autres producteurs exécutifs.
La diffusion française a débuté le 10 janvier 2020 sur Amazon Prime Video.

## Synopsis
La série suivra l'origine du programme de la CIA appelé « Treadstone », un programme clandestin opérant dans le plus grand des secrets et utilisant un protocole de modification comportementale pour transformer les candidats inscrits au programme en véritables « machines de guerre ».

## Distribution

### Acteurs principaux
- Jeremy Irvine (VF : Jim Redler) : John Randolph Bentley
- Tracy Ifeachor (VF : Aurélie Konaté) : Tara Coleman
- Omar Metwally (VF : Nessym Guétat) : Matt Edwards
- Han Hyo-joo (VF : Marie Huguenin) : SoYun Pak
- Brian J. Smith (VF : Sylvain Agaësse) : Doug McKenna
- Gabrielle Scharnitzky (VF : Anne-Bérangère Pelluau) : Petra Andropov
- Emilia Schüle (VF : Claire Baradat) : Petra Andropov (jeune)
- Michelle Forbes (VF : Emmanuèle Bondeville) : Ellen Becker

### Acteurs récurrents
- Michael Gaston (VF : Jean-François Aupied) : Dan Levine
- Patrick Fugit : Stephen Haynes
- Tess Haubrich (VF : Sarah Barzyk) : Samantha McKenna
- Shruti Haasan : Nira Patel

### Invités
- Donald Sage Mackay : Greg Sanders
- David Michaels (en) : Tom Becker
- Márk Szekulesz : Jozef
- Martin Umbach (de) : Dr Meisner
- Jini Lee (VF : Mathilda Dieutre) : Jang Me

## Production

### Développement
Le 12 avril 2018, la chaîne lance la production en commandant un pilote, écrit par Tim Kring et réalisé par Ramin Bahrani qui doit également jouer le rôle de producteur exécutif à la série aux côtés de Ben Smith, Jeffrey Weiner, Justin Levy et Bradley Thomas. Les sociétés de production chargées du pilote étaient Universal Cable Productions, Captivate Entertainment et Imperative Entertainment.
Le 16 août 2018, la production a signalé à USA Network qu'ils avaient décidé de renoncer au pilote pour donner une commande directe de la série. De plus, Dan Friedkin rejoint peu de temps après les producteurs exécutifs.
Le 12 août 2019, la chaîne présente sa première bande-annonce.
Le 13 mai 2020, la série est annulée.

### Casting
Le 8 novembre 2018, Jeremy Irvine et Brian J. Smith sont nommés comme acteurs principaux.
Le 14 janvier 2019, Omar Metwally, Tracy Ifeachor, Han Hyo-joo, Gabrielle Scharnitzky et Emilia Schüle ont rejoint la distribution principale.
Peu de temps après, Michelle Forbes, Michael Gaston et Shruti Haasan ont complété la distribution principale de la série et Patrick Fugit et Tess Haubrich obtiennent un rôle récurrent.

### Tournage
Le tournage a débuté en janvier 2019 à Budapest,.

### Fiche technique
- Titre original et francophone : Treadstone
- Réalisation : Ramin Bahrani
- Scénario : Brandon Guercio, Tim Kring, Robert Ludlum & Marc Bernardin
- Casting : Kate Dowd, Gohar Gazazyan, Su Kim, Mawuko Kuadzi & Russell Scott
- Direction artistique : Renátó Cseh, Todd Ellis, Francesc Masso & Thierry Zemmour
- Décors : Monica Alberte & Zsuzsa Mihalek
- Musique : Jordan Gagne & Jeff Russo
- Montage : Padraic McKinley, Tim Kinzy, Andrew Seklir & John M. Valerio
- Production : Brandon Guercio, Sean Ryerson, Sonya Winton, Rakesh Singh, Ildiko Kemeny & David Minkowski
  - Producteurs exécutifs : Dave Kalstein, Tim Walsh, Ramin Bahrani, Dan Friedkin, Tim Kring, Justin Levy, Ben Smith, Bradley Thomas & Jeffrey M. Weiner
- Sociétés de production : Captivate Entertainment, Imperative Entertainment & Pioneer Stilking Films
- Sociétés de distribution (télévision) :
  - USA Network (États-Unis)
- Pays d'origine :  États-Unis
- Langue originale : anglais
- Genre : Action
- Durée : 60 minutes

 Sauf indication contraire, les informations mentionnées dans cette section peuvent être confirmées par la base de données cinématographiques IMDb,  présente dans la section « Liens externes ».

## Épisodes
1. Le Protocole "Cigales" (The Cicada Protocol)[11]
2. La Conspiration identifiée (The Kwon Conspiracy)
3. La Proposition (The Berlin Proposal)
4. Le Contrat du Kentucky (The Kentucky Contract)
5. Les Regrets de Bentley (The Bentley Lament)
6. L'Éveil d'Hadès (The Hades Awakening)
7. Le Paradoxe d'Andropov (The Paradox Andropov)
8. Portée disparue (The McKenna Erasure)
9. Asile à Seoul (The Seoul Asylum)
10. L'Engagement des "cigales" (The Cicada Covenant)